# Antonio Francesco Peruzzini
Antonio Francesco Peruzzini (né à Ancône en 1643 ou 1646 et mort à Milan le 20 août 1724) est un peintre italien de la période baroque. 

## Biographie
Antonio Francesco Peruzzini est né à Ancône, fils du peintre Domenico. Il a réalisé deux paysages représentant des tempêtes à Loreto, un travail influencé par Salvator Rosa, mais aussi par des paysagistes néerlandais populaires en Italie, dans le style de Matthieu van Plattenberg  et Mulier. Ses œuvres incluent souvent des capricci, semblables à celles de Marco Ricci. 
Avant 1687, Peruzzini voyage entre Venise, Bologne, Modène, Parme, Casale Monferrato et Turin. Il reste  à Bologne de 1682 à 1686, où il travaille en collaboration avec Sebastiano Ricci et Giovanni Antonio Burrini. En 1703, il s'installe en Toscane sous le patronage de Ferdinand de Médicis et collabore avec Alessandro Magnasco, peignant des paysages pour le peintre connu pour ses petites figures. Il suit Magnasco à Milan en 1712-1713 et poursuit ses collaborations jusqu'en 1720-1725. 

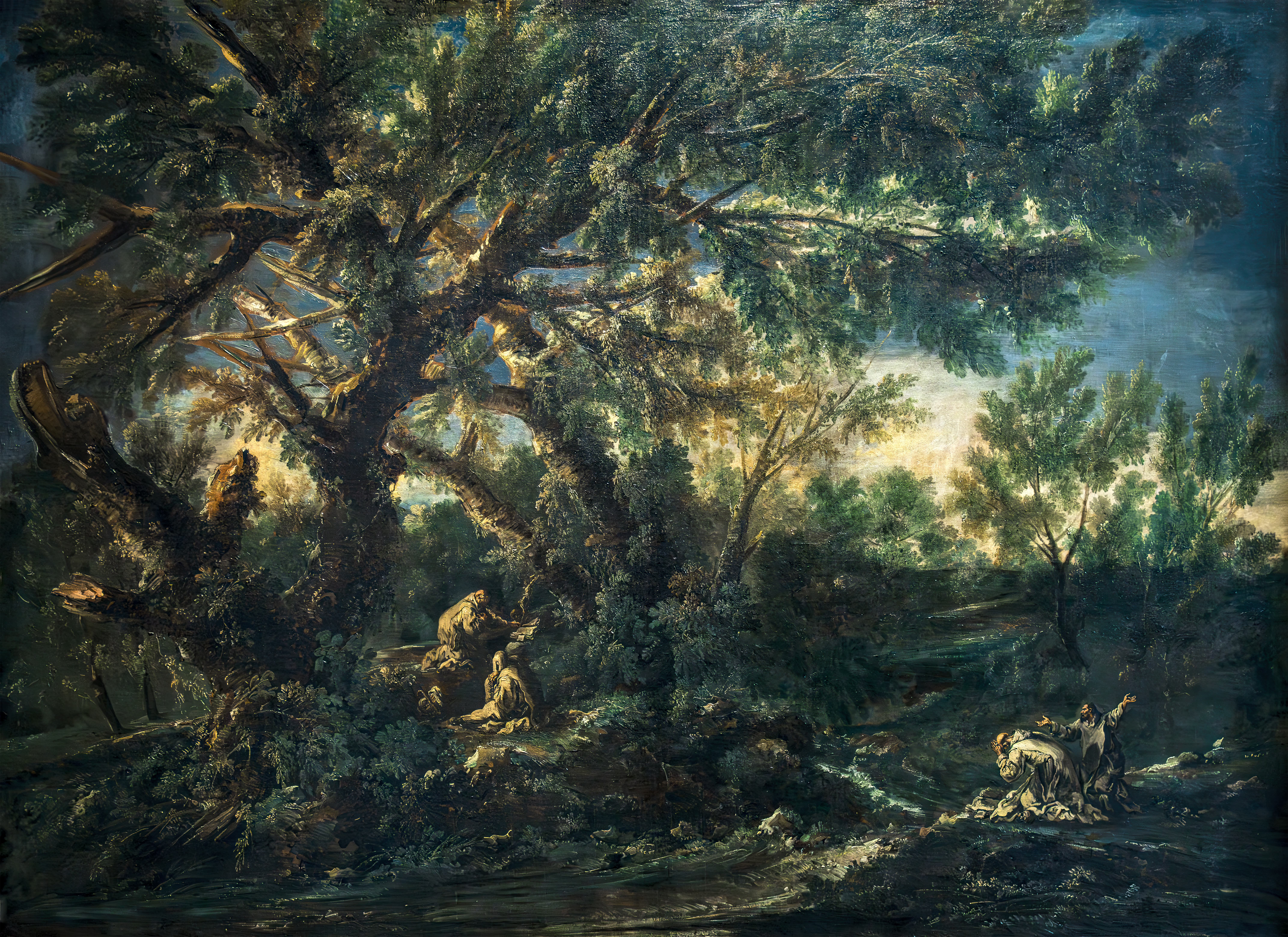
La grande forêt, (1705-1706), Galeries de l'Académie de Venise
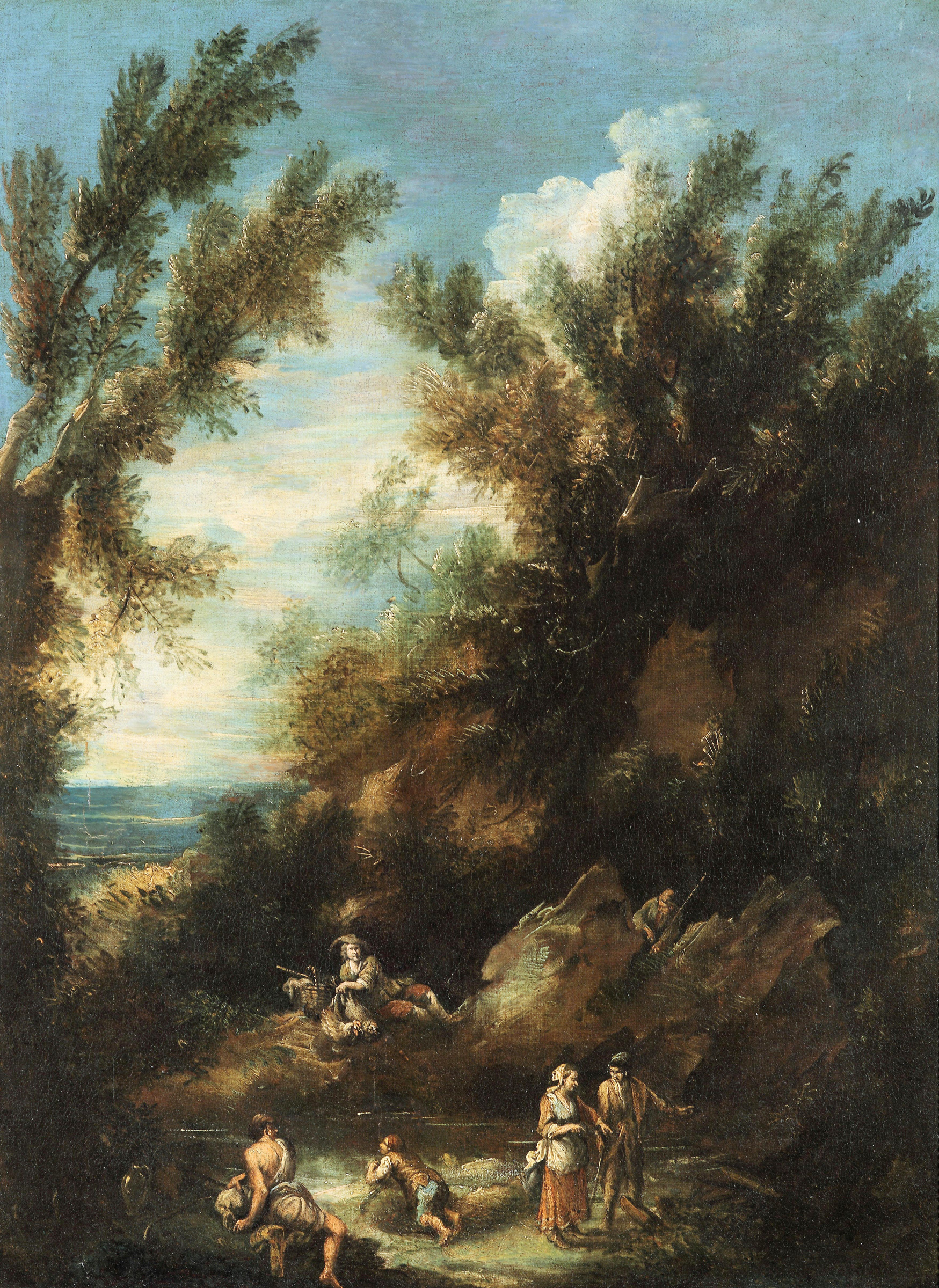
Veduta di campagna (avant 1724)